# Magi: The Labyrinth of Magic
Magi: The Labyrinth of Magic (マギ The labyrinth of magic?) är en shōnen-manga-serie som skrivs och tecknas av Shinobu Ohtaka, och ges ut av Shogakukan i Weekly Shōnen Sunday sedan den 3 juni 2009.
En anime-adaption som producerades av A-1 Pictures sändes i två säsonger på japansk TV från den 7 oktober 2012 till den 30 mars 2014.
Serien har också fått en spinoff-manga vid namn Sinbad no Bōken (シンドバッドの冒険 Shindobaddo no Bōken?, "Sinbads äventyr"), som skrivs av Ohtaka och illustreras av Yoshifumi Ohtera, och ges ut av Shogakukan. Den hade premiär i Weekly Shōnen Sunday den 8 april 2013, och flyttades till Ura Sunday i september 2013.